# Vespa GTS
A Vespa GTS egy robogó, amelyet a Piaggio gyárt Vespa márkanév alatt.
A GTS a Granturismo Sport rövidítése.

## Történet
A GTS 250ie a Vespa GT200 tervezési irányának továbbfejlesztése, és átformálása. A motorváltoztatások mellett digitális műszerek, fordulatszámmérő, króm sárvédő, krómozott védőrács, átformált hátsó burkolatok/hátsó lámpa, krómozott összecsukható fogasléc, újratervezett középső állvány, festetlen első felfüggesztés burkolat és egy átformált ülés is megtalálható az új GTS-ben.
Amíg a GT200 a Piaggio „Leader” motort használta, a GTS modellek a „Quasar” motor új architektúrájának változatait.
A motor lökettérfogata 244 cc. Az elektronikus üzemanyag-befecskendezés mellett a vízhűtéses motornak négy szelepe és egyetlen felső vezérműtengelye is van. A megnövelt motortérfogat a csökkentett károsanyag-kibocsátással kombinálva 118 kilométer per óra (73 mph) -as végsebességet ad .
2008-ban a Piaggio kiadta a GTS 278 köbcentis speciális kiadását, a Vespa GTS300ie Super névvel. A nagyobb motorja 22 LE-t adott le és 22 Nm-es csúcsnyomatékot, ezzel is növelve a Vespa GTS teljesítményét.
A GTS250ie és a GTS300ie Super specifikációinak és teljesítményének papíron történő összehasonlítása nem mutat jelentős különbséget sem a teljesítményben, sem a végsebességben. A GTS300ie gyorsulás és a nyomaték terén kisebb előnyben van a 250-eshez képest.
A GTS300ie Supert az eredeti GT és GTS modellekhez képest átalakították, hogy enyhén sportosabb megjelenést kölcsönözzenek, és eredetileg csak fekete vagy fehér színben volt elérhető.
A GTS300ie újratervezésekor a GTS250 lehajtható hátsó tartóját egy egyszerű fogantyúval/hurokkal helyettesítették. A lehajtható hátsótartó azonban opcionális extraként továbbra is elérhető, hogy lehetővé tegye a hátulra szerelhető tárolódoboz felszerelését.
További változtatások: a műszerfalon lévő műszerek visszatértek az analóg mutatókhoz (szemben a GTS250 részleges digitális kijelzőjével). Az első (felfüggesztési) rugó piros színű lett. A jobb oldali karosszéria panelen (kozmetikai) szellőzőnyílások találhatók, amelyek tükrözik a korábbi (léghűtéses) Vespa dizájnt.
2019-ben a Vespa kiadta a GTS frissített verzióját, a Vespa 300i GTS HPE-t. A frissítés fő változása egy új High Performance Engine (HPE) volt 24 LE (17,5 kW) 8250 fordulat/perc fordulaton és 26 Nm nyomaték 5250-fordulat/perc fordulaton. A motor lökettérfogata változatlan maradt, 278 cc. Az új motort a bal oldali sima burkolatról, a jobb oldali olajszintmérő pálcáról lehet felismerni. A sebességváltó olajpálca a bal hátsó részen maradt. A stílust tekintve a robogó eleje jelentősen megváltozott. A karosszérián a nappali menetfények alatt észrevehetőbb vonal húzódik. A „nyakkendőt” is kiterjesztették az elülső panel teljes hosszára. A hátsó kialakítás változatlan maradt. A robogó immár teljes LED-lámpákkal, elöl nappali menetfényekkel és irányjelzőkkel, valamint átdolgozott hátsó lámpával rendelkezik.

## Fordítás
Ez a szócikk részben vagy egészben  a   Vespa GTS című angol Wikipédia-szócikk ezen változatának fordításán alapul.  Az eredeti cikk szerkesztőit annak laptörténete sorolja fel. Ez a jelzés csupán a megfogalmazás eredetét és a szerzői jogokat jelzi, nem szolgál a cikkben szereplő információk forrásmegjelöléseként.